# Blue Angels Berlin
Плаве Анђели Берлин - немачки хип-хоп група, основана 2012. године у Берлину. Група је основана Оливером Реџић и Давут Баректовић. Они су, такође познат са песмом "мој брат", "порука", "преварени", "ја сањам да си овде" и многи други. Све песме "плави Анђели" Берлин је певао у Србији.